# 데비 깁슨
데보라 앤 "데비" 깁슨(영어: Deborah Ann "Debbie" Gibson, 1970년 8월 31일 ~)은 미국의 싱어송라이터이자 배우이다. 1987년부터 1989년까지 틴에이저 싱어송라이터로서 큰 성공을 거뒀는데 특히 1988년 6월, 17세의 나이에 본인이 직접 작사, 작곡, 프로듀싱한 〈Foolish Beat〉를 빌보드 싱글 차트 1위에 올리는 기염을 토하기도 했다.
당시 한국에서도 많은 사랑을 받아 1991년 초 3집 앨범 월드투어의 일환으로 내한공연설이 있었으나 걸프전 발발 등으로 인한 혼란한 국제정세 탓으로 성사되지 못했다. 이후 4집 앨범 홍보차 1993년, 5집 앨범 홍보차 1995년에 내한한 바 있다.

## 음반 목록

### 정규 앨범
- 《Out of the Blue》 (1987년)
- 《Electric Youth》 (1989년)
- 《Anything Is Possible》 (1990년)
- 《Body Mind Soul》 (1993년)
- 《Think With Your Heart》 (1995년)
- 《Deborah》 (1997년)
- 《M.Y.O.B.》 (2001년)
- 《Colored Lights: The Broadway Album》 (2003년)
- 《Ms. Vocalist》 (2010년)